# Budynek przy ul. Dworcowej 11 w Sanoku
Budynek poczty przy ul. Dworcowej 11 w Sanoku – budynek w Sanoku.
W latach 30. pod tym adresem działało przedsiębiorstwo „Bracia Kopeccy”. Skup i eksport nierogacizny w Sanoku (prowadzili go Jan i Mieczysław Kopeccy).
W 1931 właścicielką budynku przy ul. Dworcowej 11 (pierwotnie budynek figurował pod numerem konskrypcyjnym 304) była Eleonora Kopecka, posiadająca także obiektem pod numerem 11a.
W drugiej połowie XIX wieku w budynku funkcjonowała poczta.
Budynek dworca został wpisany do gminnego rejestru zabytków miasta Sanoka, opublikowanego w 2015.